# 부여 군수리 사지
부여 군수리사지(扶餘 軍守里 寺址)는 1935년~1936년의 두 차례에 걸쳐 발굴·조사된 사지(寺址)로서 절 이름은 밝혀지지 않고 있다. 면적은 11,213m2이다. 1963년 1월 21일 대한민국의 사적 제44호로 지정되었다. 부여 군수리에 자리하고 있는 백제의 절터로, 절의 이름은 전해지지 않는다.

## 역사
충청남도 부여군 부여읍 군수리에 있으며 6세기 중엽쯤에 창건된 가람으로 추측된다. 그 구조는 남쪽으로부터 중문·탑·금당·강당이 세워진 흔적이 보이며, 금당 좌우로는 건물지 각 한 개씩(역시 금당으로 추측됨), 그리고 강당의 좌우에는 종루(鐘樓)·경장(經藏)이라고 생각되는 건물지가 한 개씩 보인다. 각 건물지의 윤곽은 병치된 평와열(平瓦列)로 구획되고 있으며, 탑지는 초석의 배치로 보아 정면 9간(間)의 건물이었다고 믿어지며, 그 탑지 중심부의 지하에서 금동보살입상·석조여래좌상 등 불상을 비롯하여 다수의 공예품이 발굴되었다. 금당 3동(棟)이 동서 방향으로 병립해 있는 점이 주목된다.

## 발굴조사
1935년 일본 사람에 의해 조사되었는데, 그 결과 중문·목탑·금당·강당 이 남북으로 일직선상에 배치된 1탑 1금당의 구조임이 밝혀졌다. 또한 목탑터, 금당터, 강당터 등이 조사되면서 금동제 불상과 기와, 전돌 등이 출토되어 백제시대 사찰로 확인되었다. 백제 사찰에서의 1탑 1금당의 가람배치는 이 절터에서 처음으로 확인되었는데, 중문, 목탑, 금당, 강당을 일직선으로 배치한 사실을 확인하였다.
이후 2005~2007년, 2011년에는 정확한 가람배치와 규모를 확인하고자 금당지, 목탑지, 동편일대에 대한 조사도 진행되었다. 그러나 중문터는 일제강점기에 목탑터 남쪽에서 발견한 기와 무더기 인근에 위치할 것으로 추정만 되었을 뿐 그 실체를 파악하지 못하였다. 중문터는 2022년 조사를 통해 목탑터를 중심으로부터 남쪽으로 약 25m 떨어진 곳에서 남동쪽 모서리에 놓인 기단석과 기와 무더기가 발견되면서 그 정확한 위치와 규모가 파악되었다.
목탑의 중심부에서는 군수리 금동미륵보살입상(구 보물 제330호)·군수리 석조여래좌상(구 보물 제329호)과 칠지도·철못·삼족토기를 비롯한 토기류가 출토되었다. 이 중 특히 주목되는 것은 칠지도이다. 칠지도는 중심에서 양쪽으로 각각 세가지씩 칼이 뻗어있어 7개의 칼날을 가지고 있는 칼이다. 이와 비슷한 백제 칠지도 하나가 일본에 있어 백제와 일본의 문화교류의 한 단면을 말해주고 있다.

## 구조
금당터의 기단은 기와를 쌓아 만든 것이 특징이며, 유물은 절터에서 골고루 출토되었다. 먼저 강당터 남쪽에서 금동관 조각이 나왔고, 금당터 주위와 탑터에서는 약 1,150점의 옥과 금당 서쪽에서는 금동제방울·구두 모양의 금구가 출토되었다. 또한 연꽃무늬·덩굴무늬가 조각된 상자 모양의 벽돌과 금제고리·작은 구슬을 비롯한 많은 유물이 출토되었다.
목탑과 금당의 기단이 벽돌이나 기와를 세우거나 쌓아서 만든 것인데 반해, 중문과 남회랑의 기단은 돌로 만든 석축기단이 특징이다. 중문의 기단 규모는 동서 길이로 약 14m로 추정된다. 또한 남회랑터에서도 남쪽 기단석과 기와 무더기 일부를 확인하였는데, 중문과 남회랑의 서쪽 부분은 사찰 폐기 후 축조된 백제시대 도로(남-북 방향)로 인해 심하게 파괴된 상태였다.남회랑의 경우 중문보다 좁은 기단을 갖춘 채 동쪽으로 약 10m 이어진 것으로 본다.중문의 기단석은 ‘ㄱ’자 형태로 잘 다듬은 모서리 지대석(地臺石)으로, 그 윗면에 턱이 마련되어 있어서 이곳에 우주석(隅柱石)을 끼워 놓고 그 위에 납작한 갑석(甲石)을 얹은 가구식(架構式) 기단 구조로 추정된다.

## 출토 문화재
- 부여 군수리 석조여래좌상 - 보물 제329호
- 부여 군수리 금동보살입상 - 보물 제330호

## 참고 자료
- 부여 군수리 사지 - 국가유산청 국가유산포털
- 이 문서에는 다음커뮤니케이션(현 카카오)에서 GFDL 또는 CC-SA 라이선스로 배포한 글로벌 세계대백과사전의 내용을 기초로 작성된 글이 포함되어 있습니다.
- 이 문서에는 문화재청에서 공공누리 제1유형으로 배포된 자료를 바탕으로 한 내용이 포함되어 있습니다.